# Haferllandung

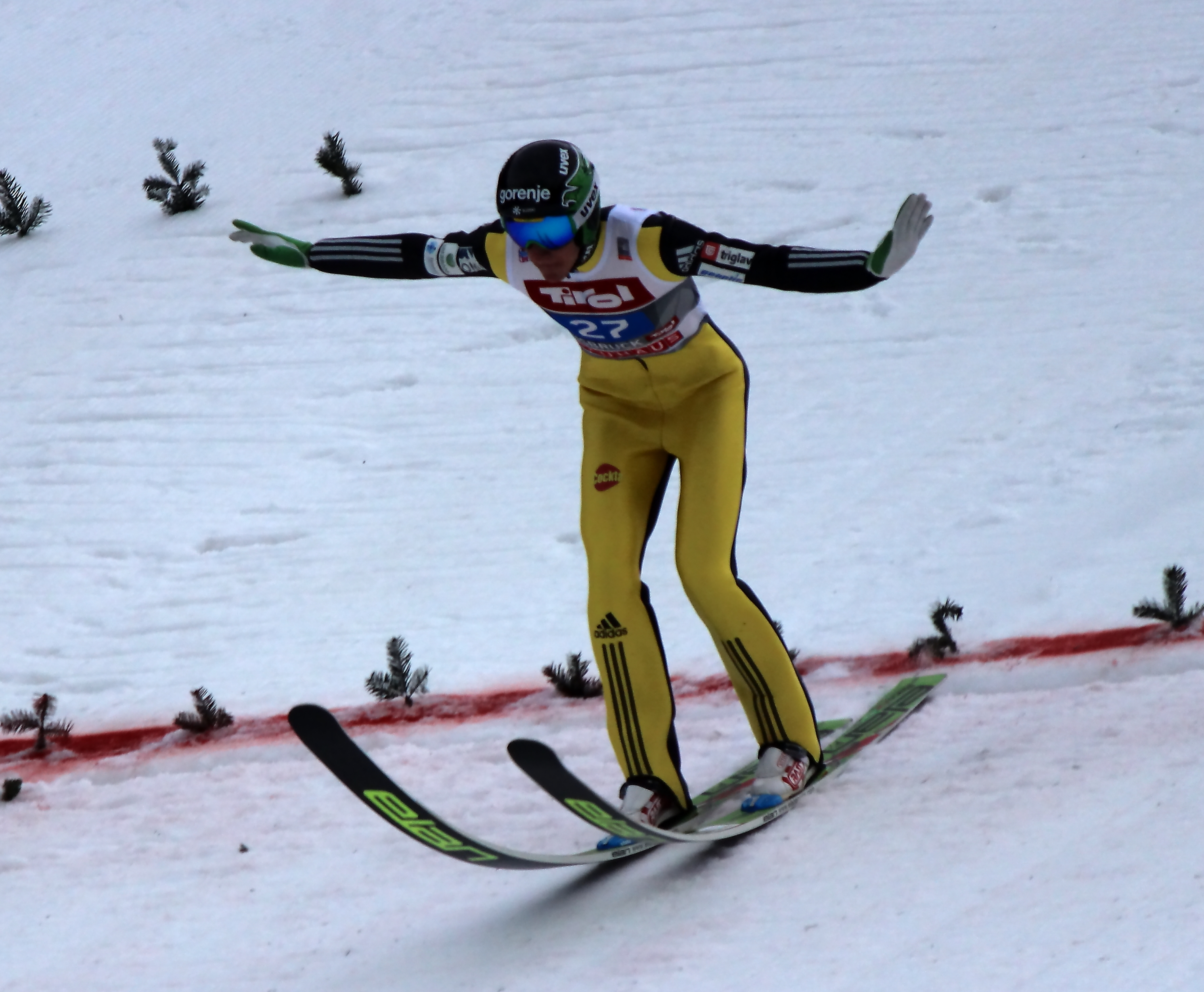
Haferllandung

Die Haferllandung, auch Kacherllandung (österr.) oder Parallellandung, ist eine Landungstechnik beim Skispringen. Von ihr spricht man, wenn ein Skispringer mit leicht gespreizten, seitengleich in den Knien gebeugten Beinen und vorn bündig aufgesetzten Skiern landet.

## Namensherkunft
Der Name spielt darauf an, dass der Springer bei der Landung eine Haltung einnimmt, als sei er im Begriff sich auf ein Haferl (bairisch für Nachttopf) zu setzen.

## Bewertung der Haferllandung
Im Gegensatz zur erwünschten eleganten Telemarklandung, bei der mit einem Ausfallschritt ein Ski etwas weiter nach vorn und der andere etwas weiter nach hinten gestellt wird, wird eine Haferllandung mit Abzügen in der Haltungsnote bestraft. Laut Skiwettkampfordnung erfolgt bei fehlender Telemark-Beinstellung am Ende des Landungsvorgangs ein Punktabzug von mindestens 3,0 Punkten (zuvor 2,0 Punkte).

## Anwendung
Bei besonders weiten Flügen, die in die Richtung der Hillsize der Sprungschanze gehen, machen Skispringer aus Sicherheitsgründen eine Haferllandung.
Der Schweizer Olympiasieger Simon Ammann hielt oft weitenmäßig in der erweiterten Weltspitze mit, büßte aber wegen seiner Haferllandung oftmals entscheidende Haltungsnoten ein.